# Куманівецька сільська рада
| Куманівецька сільська рада — колишній орган місцевого самоврядування у Хмільницькому районі Вінницької області з адміністративним центром у с. Куманівці. Сільській раді були підпорядковані населені пункти: - с. Куманівці |

## Склад ради
Рада складалася з 15 депутатів та голови.

## Керівний склад сільської ради
| ПІБ                     | Основні відомості                                                                                  | Дата обрання | Дата звільнення |
| ----------------------- | -------------------------------------------------------------------------------------------------- | ------------ | --------------- |
| Парсяк Михайло Павлович | Сільський голова, 1961 року народження, освіта, безпартійний                                       | 26.03.2006   | 31.10.2010      |
| Титула Андрій Петрович  | Сільський голова, 1967 року народження, освіта середня загальна, член Комуністичної партії України | 31.10.2010   |                 |

Примітка: таблиця складена за даними джерела